# Grzybki
Grzybki – wieś w Polsce położona w województwie łódzkim, w powiecie sieradzkim, w gminie Warta.
Wieś arcybiskupstwa gnieźnieńskiego w powiecie sieradzkim województwa sieradzkiego w końcu XVI wieku. Do 1937 roku istniała gmina Grzybki. W latach 1975–1998 miejscowość administracyjnie należała do województwa sieradzkiego.